# 韦瑟灵
韦瑟灵（德語：Wesseling，發音：[ˈvɛsəlɪŋ] ⓘ）是德国北莱茵-威斯特法伦州科隆行政区莱茵-埃尔夫特县的城市，面积23.37平方千米，2023年12月31日人口为38,355人。

## 友好城市
韦瑟灵与以下城市结为友好城市：
- 德国 洛伊纳
- 法國 蓬蒂维
- 德国 特勞恩施泰因
- 英格兰 西德文區